# Kfarchima
Kfarchima (arabe : كفر شيما ) est un village libanais situé dans le caza de Baabda au Mont-Liban au Liban.
Le village est situé à une distance d'environ 12 km de la capitale Beyrouth, à une altitude de 110 m. La municipalité de Kfarchima occupe une superficie de 283 hectares.

## Information mondaines et personnalités célèbres
Kfarchima est le village natal de la célèbre chanteuse libanaise Magida El Roumi. C'est aussi le lieu de naissance des personnalités suivantes :
- Philemon Wehbe, Chanteur-compositeur ;
- Chibli Chemayel, philosophe ;
- Warda al-Yaziji, pionnière en poésie féminine et sur les droits des femmes ;
- Issam Rajji, chanteur ;
- Melhem Barakat, Chanteur ;
- Hanna K. Korany, écrivaine syrienne.

## Institutions académiques
- EWC College Eastwood[1], Kfarchima compte en tout 6 écoles (dont 4 privées et 2 publiques).
- Lycée Adonis est une de ses écoles.